# Bob Tullius
« Group 44 » redirige ici. Pour les autres significations, voir Tullii.
Richard C. Tullius, dit Bob Tullius, né le 7 décembre 1930 à Rochester (Monroe, New York, États-Unis), est un pilote automobile américain.

## Biographie
Sa carrière au volant s'étale sur 28 années, de 1961 (sur Triumph TR3 privée en championnat Régional SCCA) à 1988 (24 Heures de Daytona sur Jaguar XJR-7). 
Il participe à quatre reprises aux 24 Heures du Mans entre 1964 et 1985, les deux dernières fois avec le Group 44 team, terminant 15e pour son apparition de 1986 (sur Jaguar XJR-5 6L. V12 avec Chip Robinson et Claude Ballot-Léna). 
Il effectue quatorze courses des 12 Heures de Sebring entre 1963 et 1986, les six dernières durant les années 1980 avec le Group 44 et celle de 1986 encore avec Ballot-Léna (finissant 4e en 1985, 6e en 1980, et 10e en 1981). Aux 24 Heures de Daytona il est encore avec le Group 44 troisième en 1984 (avec David Hobbs), et sixième en 1986.
Il est en 1977 le cofondateur avec Brian Fuerstenau de l'écurie Group 44 Incorporated pré-citée, courant avec celle-ci durant désormais onze ans.

## Palmarès

### Titres
- Championnat SCCA National Sports E Production en 1962, sur Triumph TR4[1];
- Championnat SCCA National Sports D Production en 1963 et 1964, sur TR4;
- Vainqueur des Trans-Am Series Catégorie 1 en 1977 et 1978, sur Jaguar XJS (sans victoire);
  - Deuxième du Championnat IMSA GT en 1983, sur Jaguar XJR-5 (4 victoires);

### Victoires notables

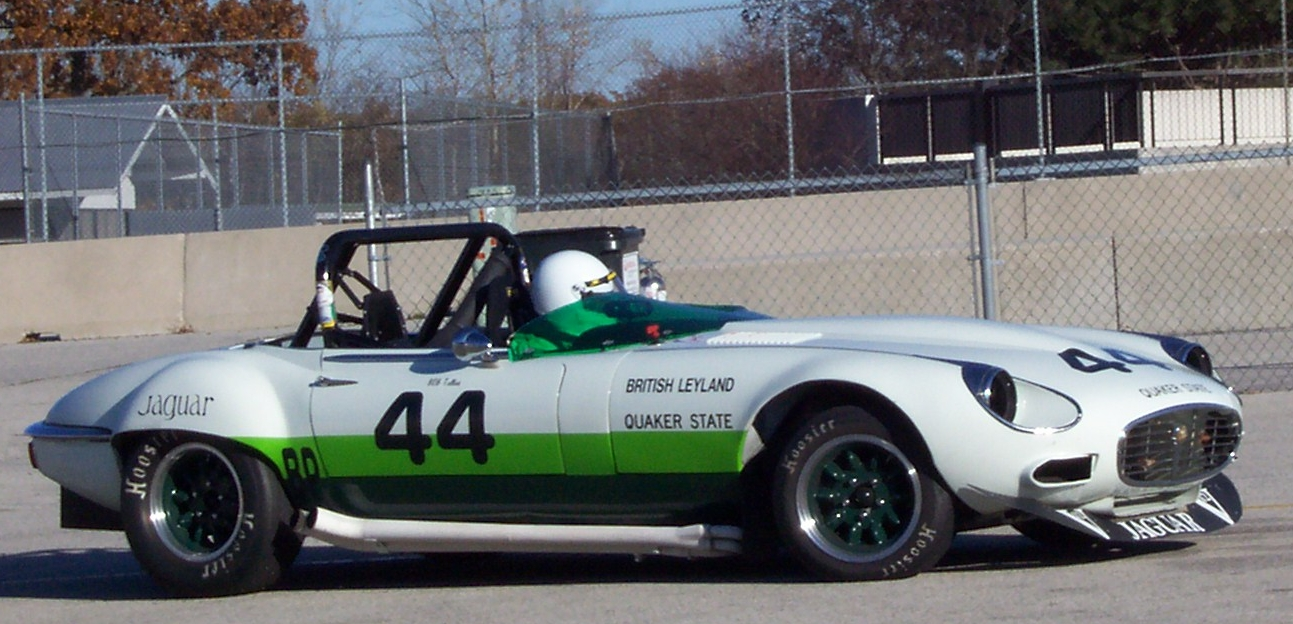
Tullius en 1975 sur Jaguar E-Type Spyder du Group 44.

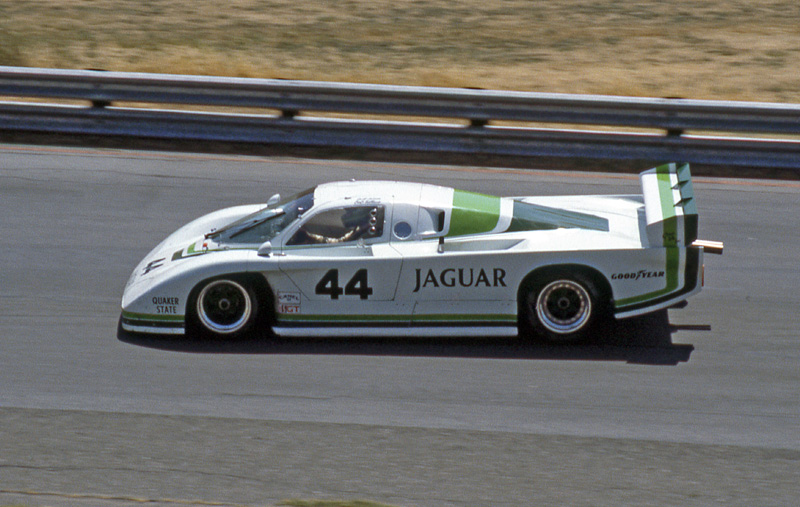
La Jaguar XJR-5 de Tullius et Bill Adam en IMSA GTP Serie, à Sear Point en 1983.

- Championnat SCCA National SportsCar (13):
  - 1962: Road America et Watkins Glen (TR4);
  - 1963: Cumberland, Lime Rock et Road America (TR4);
  - 1964: Marlboro, Virginia, Cumberland et Thompson (TR4);
  - 1965: Connellsville et Marlboro (TR4);
  - 1967: Marlboro (TR4);
  - 1970: Mid-Ohio (Triumph GT6);
- Championnat Trans-Am (5):
  - 1966: 12 Heures de Marlboro (Dodge Dart);
  - 1967: 300 miles de Daytona (Dodge Dart);
  - 1981: Portland, Brainerd et Mosport (Jaguar XJS);
- Championnat IMSA GT (5):
  - 1983: 500 kilomètres Road Atlanta, 3 Heures de Lime Rock, 6 Heures de Mosport, et 500 miles de Pocono[2];
  - 1986: Finale des 3 Heures de Daytona (Jaguar XJR-7);
- 24 Heures du Mans 1985, en catégorie GTP.

## Honneurs et distinctions
- En 2014, Bob Tullius a été intronisé au Sebring International Raceway Hall of Fame, temple de la renommée du sport automobile du circuit de Sebring (Floride, États-Unis)[3].